# Una relazione al femminile - La Nouvelle Ève
Una relazione al femminile - La Nouvelle Ève (La Nouvelle Ève) è un film del 1999 diretto da Catherine Corsini.

## Trama
Camille, una donna sulla trentina che lavora come bagnina, attende il vero amore e durante questo periodo si disperde in amori leggeri e sperimentalmente vari. Il suo incontro fortuito con Alexis, un uomo sposato con due figli, dirigente locale del Partito Socialista, ha realizzato le sue speranze. Pronta ad accettare qualsiasi cosa pur di avere quest'uomo, o per lo meno vivere con lui una relazione adultera, pratica una strategia di infiltrazione nelle sue attività private e di coppia, diventando una intima amica di famiglia. Molto riluttante per un certo periodo a rispondere alle sue avances, Alexis finisce per cedere al suo desiderio e al carattere straripante di Camille. Passate le prime fiamme di questa relazione nascosta, la coppia adultera affronta rapidamente i limiti dell'esercizio. Camille finisce, letteralmente per mancanza di meglio, sposando Ben, un camionista amico di Alexis. Le due coppie, quella recente e quella ufficiale, implodono rapidamente e Camille, la nuova Eve ormai incinta, si ritrova sola prima di un ultimo incontro con Alexis.

## Colonna sonora
Il brano presente durante i titoli di testa e di coda è My Favourite Game dei Cardigans.

## Distribuzione
È stato distribuito nelle sale cinematografiche francesi a partire dal 27 gennaio 1999 e in quelle italiane da Minerva Pictures a partire dal 16 giugno 2000.